# آن فرانکا ایدوکو
آن فرانکا ایدوکو (انگلیسی: Ene Franca Idoko؛ زادهٔ ۱۵ ژوئن ۱۹۸۵) دونده، و ورزشکار دو و میدانی اهل نیجریه است.